# ZIRAL
ZIRAL (Zajednica izdanja "Ranjeni labud") je bila hrvatska emigrantska izdavačka kuća.

## Povijest
Osnovana je 1970. godine. Po važnosti i veličini među hrvatskim emigrantskim nakladnicima bila je druga. Sjedište je bilo u Chicagu, Zürichu i Rimu. Suosnivač i dvadesetogodišnji urednik tog izdavača bio je fra Lucijan Kordić. Suutemeljitelj i jedan od urednika bio je fra Bazilije Stjepan Pandžić. Nakon nekog vremena nakladnik je preselio u Mostar gdje je udruživanjem s tiskarom "Fram" nastalo poduzeće koje danas djeluje pod imenom FRAM-ZIRAL. U izbjeglištvu je ZIRAL objavio 70 knjiga.